# Juliusz Zychowicz
Juliusz Zychowicz (ur. 14 lutego 1924 w Zagórzu, zm. 24 marca 2014 w Krakowie) – polski tłumacz i działacz katolicki.
Był członkiem Klubu Inteligencji Katolickiej w Krakowie, w latach 60. XX wieku był jednym z animatorów kontaktów z niezależnymi środowiskami chrześcijan z NRD i Czechosłowacji (m.in. z Aktion Sühnezeichen Friedensdienste i Pax Christi oraz środowiskiem skupionym wokół Vladimíra Jukla i Silvestra Krčmérego), organizował obozy wakacyjne dla młodzieży niemieckiej w Polsce, opiekował się niemieckimi pielgrzymkami na Jasną Górę. W latach 60. i 70. czynnie uczestniczył w pracach Synodu Archidiecezji Krakowskiej.
Był współpracownikiem "Tygodnika Powszechnego", miesięcznika "Znak" (w latach 70. krótko pracował w tym piśmie).
Chociaż nie posiadał formalnego wykształcenia filologicznego, był tłumaczem ok. 100 książek z niemieckiego, czeskiego, słowackiego, rosyjskiego i włoskiego, w tym wielu prac teologów niemieckojęzycznych (K. Rahnera, U. von Balthasara, J. Ratzingera, A. Läpple, J.B. Metza, R. Guardiniego) oraz popularnych książek A. Grüna i głośnej książki V. Klemperera ''LTI [lingua Tertii Imperii]: notatnik filologa. Za swoją działalność przekładową otrzymał w 2002 Nagrodę Stowarzyszenia Wydawców Katolickich "Feniks".
Zmarł 24 marca 2014. Został pochowany na cmentarzu Bronowickim w Krakowie.

## Wybrane tłumaczenia
- Alfred Läpple Od Księgi Rodzaju do Ewangelii : wprowadzenie do lektury Pisma Świętego (1977)
- Wolfgang Gans zu Putlitz Moja droga do Niemiec: wspomnienia byłego dyplomaty (1977)
- Josef Bor  Terezińskie Rekwiem (1978)
- Dietrich von Hildebrand Przemienienie w Chrystusie (1982)
- Jurek Becker Jakub Łgarz (1983)
- Alfonz Bednár Balkon był za wysoko (1983)
- Victor Klemperer LTI [lingua Tertii Imperii]: notatnik filologa (1983)
- Jozef Kútnik Litania Loretańska (1983)
- Ivan Olbracht Więzienie najciemniejsze (1983)
- Johannes B. Lotz Wprowadzenie w medytację (1985)
- Karl Rahner Słowa z krzyża (1985)
- Arno Anzenbacher Wprowadzenie do filozofii (1987)
- Werner Heiduczek Śmierć nad morzem (1987)
- Johannes B. Lotz Wdrożenie w medytację nad Nowym Testamentem (1987)
- Jan Patočka Eseje heretyckie z filozofii historii (1988)
- Karl Rahner Mały rok kościelny (1988)
- Karl Rahner Modlitwy życia (1988)
- Władimir Sołowjow Wybór pism. Tom 1–2 (1988) – razem z Aleksandrem Hauke-Ligowskim
- Gershom Sholem O głównych pojęciach judaizmu (1989)
- Alfred Läpple Powróćmy do modlitwy (1991)
- Gershom Sholem Judaizm: parę głównych pojęć (1991)
- Aleksandr Sołżenicyn Jak odbudować Rosję ? : refleksje na miarę moich sił (1991)
- Tomáš Špidlík U źródeł światłości: podręcznik życia chrześcijańskiego (1991)
- Paul Tillich Pytanie o Nieuwarunkowane: pisma z filozofii religii (1994)
- Martin Buber Dwa typy wiary (1995)
- Joseph Ratzinger Bóg Jezusa Chrystusa: medytacje o Bogu Trójjedynym (1995)
- Hans Urs von Balthasar Teologia dziejów : zarys (1996)
- Karl Rahner Sakramenty Kościoła: medytacje (1997)
- Joachim Gnilka Jezus z Nazaretu: orędzie i dzieje (1997)
- Christoph Schönborn, Albert Görres, Robert Spaemann Grzech pierworodny w nauczaniu Kościoła: głos psychologa, filozofa, teologa (1997)
- Manfred Deselaers Bóg a zło: w świetle biografii i wypowiedzi Rudolfa Hössa komendanta Auschwitz (1999)
- Romano Guardini Bóg: nasz Pan Jezus Chrystus - osoba i życie (1999)
- Joseph Ratzinger Nowa pieśń dla Pana: wiara w Chrystusa a liturgia dzisiaj (1999)
- Aleksander Sołżenicyn Rosja w zapaści (1999)
- Hans Urs von Balthasar Ty masz słowa życia wiecznego (2000)
- Anselm Grün Kiedy wsłuchuję się w Boga (2000)
- Anselm Grün Przebacz samemu sobie : pojednanie - przebaczenie (2000)
- Księga inkwizycji: podręcznik napisany przez Bernarda Gui (2002)
- Kateřina Lachmanová Przewodnik po miłosierdziu (2002)
- Adrienne von Speyr Zwycięstwo miłości: medytacja nad rozdziałem 8 Listu do Rzymian (2002)
- Tomáš Halík Co nie jest chwiejne, jest nietrwałe : labiryntem świata z wiarą i wątpliwościami (2004)
- Hans Urs von Balthasar Prawda Boga (2004)
- Hans Urs von Balthasar Prawda świata (2004)
- Hans Urs von Balthasar Duch Prawdy (2005)
- Anselm Grün, Fidelis Ruppert Módl się i pracuj (2005)
- Anselm Grün Przestrzeń wiary (2005)
- Henri J.M. Nouwen Spotkania z Mertonem (2005)
- Johann Baptist Metz Teologia wobec cierpienia (2008)
- Harald Wagner Dogmatyka (2008)
- Vojtěch Kodet Marta i Maria: jak żyć z Bogiem w bezbożnym świecie (2009)
- Kateřina Lachmanova Moc modlitwy (2009)
- Hans Urs von Balthasar Epilog (2010)
- Anselm Grün, Wunibald Müller Czym jest dusza? (2010)
- Paul Josef Cordes Zło dobrem zwyciężaj: granice psychologii i moc wiary (2012)
- Dietrich von Hildebrand Metafizyka wspólnoty: rozważania nad istotą i wartością wspólnoty (2012)
- Carlo Maria Martini Bóg ukryty: medytacje o Całunie (2013)
- Carlo Maria Martini Odwaga zawierzenia: rekolekcje (2013)